# Kåtalammstjärnen, Medelpad
Kåtalammstjärnen är en sjö i Ånge kommun i Medelpad och ingår i Ljungans huvudavrinningsområde. Sjön har en area på 0,0509 kvadratkilometer och ligger 413,7 meter över havet.

## Delavrinningsområde
Kåtalammstjärnen ingår i det delavrinningsområde (691171-152670) som SMHI kallar för Mynnar i Fanbyån. Medelhöjden är 435 meter över havet och ytan är 3,07 kvadratkilometer. Det finns inga avrinningsområden uppströms utan avrinningsområdet är högsta punkten. Vattendraget som avvattnar avrinningsområdet har biflödesordning 3, vilket innebär att vattnet flödar genom totalt 3 vattendrag innan det når havet efter 101 kilometer. Avrinningsområdet består mestadels av skog (88 procent). Avrinningsområdet har 0,05 kvadratkilometer vattenytor vilket ger det en sjöprocent på 1,6 procent.